# Кампань-сюр-Од
Кампа́нь-сюр-Од (фр. Campagne-sur-Aude) — коммуна во Франции, находится в регионе Лангедок — Руссильон. Департамент коммуны — Од. Входит в состав кантона Кийан. Округ коммуны — Лиму.
Код INSEE коммуны — 11063.

## Население
Население коммуны на 2008 год составляло 647 человек.
| 1962 | 1968 | 1975 | 1982 | 1990 | 1999 | 2008 |
| ---- | ---- | ---- | ---- | ---- | ---- | ---- |
| 510  | 520  | 575  | 617  | 641  | 593  | 647  |

## Экономика
В 2007 году среди 365 человек в трудоспособном возрасте (15—64 лет) 246 были экономически активными, 119 — неактивными (показатель активности — 67,4 %, в 1999 году было 60,7 %). Из 246 активных работали 202 человека (119 мужчин и 83 женщины), безработных было 44 (22 мужчины и 22 женщины). Среди 119 неактивных 22 человека были учениками или студентами, 54 — пенсионерами, 43 были неактивными по другим причинам.

## Достопримечательности
- Палеонтологические раскопки
- Церковь X века